# Salar (Uzbekistán)
Salar (uzbek: Salor, rus: Салар) és un assentament de tipus urbà del districte de Kibray, a la província de Taixkent, Uzbekistan. Aquesta es troba a 18 km al nord-est de Taixkent, està a 516 msnm i té una població de 26.494 habitants.
El 1989 tenia una població censada de 25.521 habitants, 13.085 homes i 12.436 dones.

## Economia

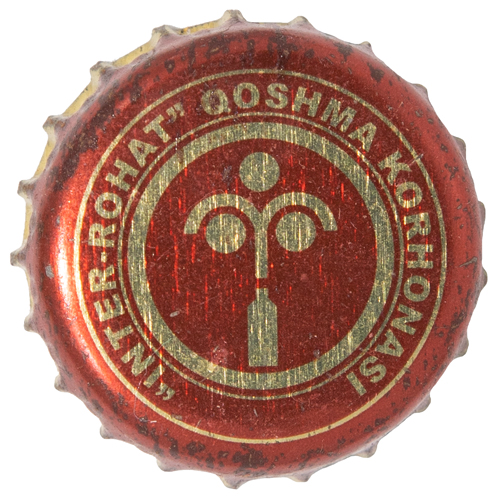
Tap corona de cervesa d'Inter-Rohat

Aquí s'hi troba l'empresa de begudes Inter-Rohat, la qual és una aliança d'empreses uzbeko-americana que embotella aigua, refrescs i cervesa. També hi ha l'empresa de begudes Navruz Int., la qual és una aliança d'empreses uzbeko-americana que embotella aigua i te. També hi ha l'empresa alimentària Imkon Plus, la qual és una aliança d'empreses uzbeko-alemanya, la primera en la producció industrial de gelats, i on també produeixen rebosteria.
A Salar hi ha la central tèrmica de Taixken, la qual es va posar en funcionament comercial el 1975 és una de les centrals més grans del país.

## Clima
A Salar, els estius són calorosos i àrids, mentre els hiverns són freds, amb neu i parcialment ennuvolats. Al llarg de l'any, la temperatura sol variar entre -2 °C i 34 °C. La temporada de calor dura tres mesos i mig, del 28 de maig al 12 de setembre, amb una temperatura màxima mitjana de 29 °C. El mes més calorós és juliol amb una temperatura màxima mitjana de 35 °C.
La temporada freda dura tres mesos, del 22 de novembre al 6 de març, amb una temperatura màxima mitjana inferior a 12 °C. El mes més fred de l'any és gener, amb una temperatura mínima mitjana de -2 °C.